# Pearl Wedro
Pearl Wedro était une organisatrice syndicale canadienne d'origine polonaise et une militante du Parti communiste du Canada. Wedro a milité longtemps au sein du mouvement ouvrier juif. En 1931, elle est transportée d'urgence à l'hôpital avec une blessure à la tête nécessitant des points de suture, après avoir été agressée par un briseur de grève au cours d'une grève à Winnipeg.